# Telemarket
Telemarket era un'emittente televisiva italiana privata, che proponeva al pubblico quadri, tappeti, gioielli e antiquariato. Il nome Telemarket identificava pure l'azienda, che deteneva la proprietà della merce mostrata sul canale televisivo per effettuare televendite.

## Storia
Fondata da Giorgio Corbelli nel 1982, Telemarket è il risultato dell'evoluzione di BresciaTvShop, TvShop Canale4 e TeleShop.
Nel 1987 Corbelli acquisisce una quota di Elefante Tv, operazione che permise di ampliare la copertura del segnale a livello nazionale: prima infatti Telemarket era visibile solo nel nord Italia su rete propria. Da quel momento sullo schermo comparirà, accanto al nome dell'emittente, anche il logo con l'elefantino verde di Elefante Tv, network che passerà completamente nelle mani di Corbelli durante gli anni novanta.
In questa fase della storia di Telemarket vengono inseriti nuovi conduttori: dapprima Bijan Parvizyar,  Paolo Frattini e Francesco Boni; successivamente altri presentatori emergenti come Duilio Mauro, Edi Di Prizio, Gianfranco Dell'Omo, Gigi Montini, Davide Basilico. Nel 1997 si aggiunse alla schiera di conduttori anche Alessandro Orlando e successivamente nel 2002 anche Tony Parvizyar, il figlio del principe Bijan.
Nel frattempo fu inaugurato a Bari il secondo canale che si chiamava Telemarket 2, poi diventato Telemarket for you, trasmesso via satellite e in alcune zone del sud Italia da Delta Tv.
Nel 2001 l'emittente è al centro di una inchiesta per associazione a delinquere, ricettazione e truffa. Secondo l'accusa Telemarket ha venduto, tra il 1997 e il 2000, migliaia di serigrafie di Michele Cascella, Mario Schifano, Giorgio De Chirico e altri importanti artisti, spacciandole per opere uniche. In seguito al sequestro le trasmissioni vengono sospese per qualche giorno. Nel 2010 la Procura della Repubblica di Bari condanna alcuni dipendenti di Telemarket a pene dai tre ai cinque anni, Corbelli verrà condannato e sconterà la pena ai domiciliari nel 2019.
Nel 2005 le frequenze analogiche passarono a Telecom Italia Media. Il segnale continua a essere diffuso sulle frequenze via satellite, in digitale terrestre e in simulcast sui canali analogici terrestri di Telestar.
Nel 2008 la sede Telemarket 2 passa da Bari a Roncadelle raggiungendo così la sede principale del gruppo. Così facendo le due emittenti collaborano maggiormente e i televenditori possono alternarsi da una trasmissione all'altra delle due reti all'interno dei 3 studi televisivi.
Il 18 gennaio 2013 viene annunciata la chiusura dell'attività dopo più di trent'anni e inizia la liquidazione totale dell'intero magazzino. Questa chiusura, inizialmente prevista per il 31 ottobre, viene rimandata al 31 dicembre.
Nel 2018 Telemarket torna a trasmettere su "Italia 121", dalle ore 14 alle ore 00:30, con sede e studi spostati in via Eritrea 20 a Brescia. Tuttavia, da gennaio 2021 le televendite dell'azienda vanno in onda solo in ridotte fasce orarie su altri canali televisivi privati.
Durante una trasmissione il presentatore Vincenzo Dalle Luche ha detto che il logo di Telemarket è stato realizzato dall'artista Armand Pierre Fernandez.

## Show room
Per molti anni Telemarket propose la propria merce anche presso alcuni show room, dando così la possibilità al pubblico di recarsi in tali negozi per poter visionare, ed eventualmente comprare, gli oggetti esposti.
Show room chiusi nel corso degli anni:
- Bologna in Via Caprarie nº 4/d
- Roma in Piazza di Spagna nº 93
- Milano in Corso di porta romana nº 2
- Napoli in Via Arno nº 36
- Genova in via Roma
- Brescia in Piazza della Loggia nº 11/r.
- Brescia in Via Villanuova nº 38.

## Conduttori
- Alessandro Orlando (gallerista)
- Saverio Ricci (argenteria, antiquariato)
- Claudio Burlone (gioielleria moderna, orologeria, argenteria)
- Marco Vinetti (arte moderna e arte antica)
- Mauro Prasedi (arte contemporanea e arte moderna)
- Gianluca Gaudio (arte moderna, street art, tappeti)
- Monica Banfi (gioielleria moderna)
- Roberto Porcelli (arte moderna, argenteria, tappeti)
- Tony Parvizyar (tappeti)
- Bijan Parvizyar
- Adimero Diprizio (Edi) (mobili, argenteria)
- Gigi Montini
- Giacomo Chiossone
- Giovanna Virgilio (gioielleria)
- Gianfranco Dell'omo
- Willy Montini
- Luca Tommasi
- Francesco Perini (grafica, arte moderna, tappeti)
- Federica Pianu
- Emanuela Bertoncelli
- Davide Basilico
- Vittorio Sgarbi
- Francesco Boni
- Alessia Riccioli
- Mirko Gambaro (arte antica)
- Dario Olivi
- Carlo Vanoni
- Andrea Emiliani
- Paolo Frattini
- Alessandro Gea
- Francesco Bottai (solo nel 2016 - 2017, arte contemporanea e arte antica)
- Mario Perricelli (arte antica e moderna, antiquariato)
- Vincenzo Dalle Luche (arte moderna, arte antica, tappeti)
- Giorgio Barassi
- Pietro Quattriglia Venneri (arte antica)
- Renato Lo Coco
- Duilio Mauro
- Roberto Da Crema (per un breve periodo nel 2003)
- Giampaolo Paci
- Mehran Zelli
- Tiziano Lentini (orologi)
- Sebastiano Zagaria (arte contemporanea)
- Monica Giudici (arte contemporanea)

## Ospiti
Spesso nelle rubriche dedicate all'arte venivano invitati pittori o esperti del settore.
Nelle trasmissioni dedicate all'arte cinese, condotte da Gianluca Gaudio, spesso compariva Vincenzo Sanfo, importante curatore di mostre internazionali. Nelle trasmissioni condotte da Alessandro Orlando, spesso erano invitati in studio a presentare le proprie opere i pittori Athos Faccincani e Giovan Francesco Gonzaga, rampollo dei nobili Gonzaga specializzatosi nella produzione di soldati a cavallo, ritratti e nature morte per la classe media.

## Diffusione
Telemarket era visibile gratuitamente sia sul satellite che sul digitale terrestre:
- su Eutelsat Hot Bird 13D in modalità free to air.
- su Sky Italia al canale 861.
- sul digitale terrestre al canale LCN 124, diffuso dai multiplex di 7 Gold.
- dal 2018 al 2021 sul canale 121 del digitale terrestre.
- dal 2021 sui canali 131, 139 e 140 del digitale terrestre.